# Maaslandse kunst

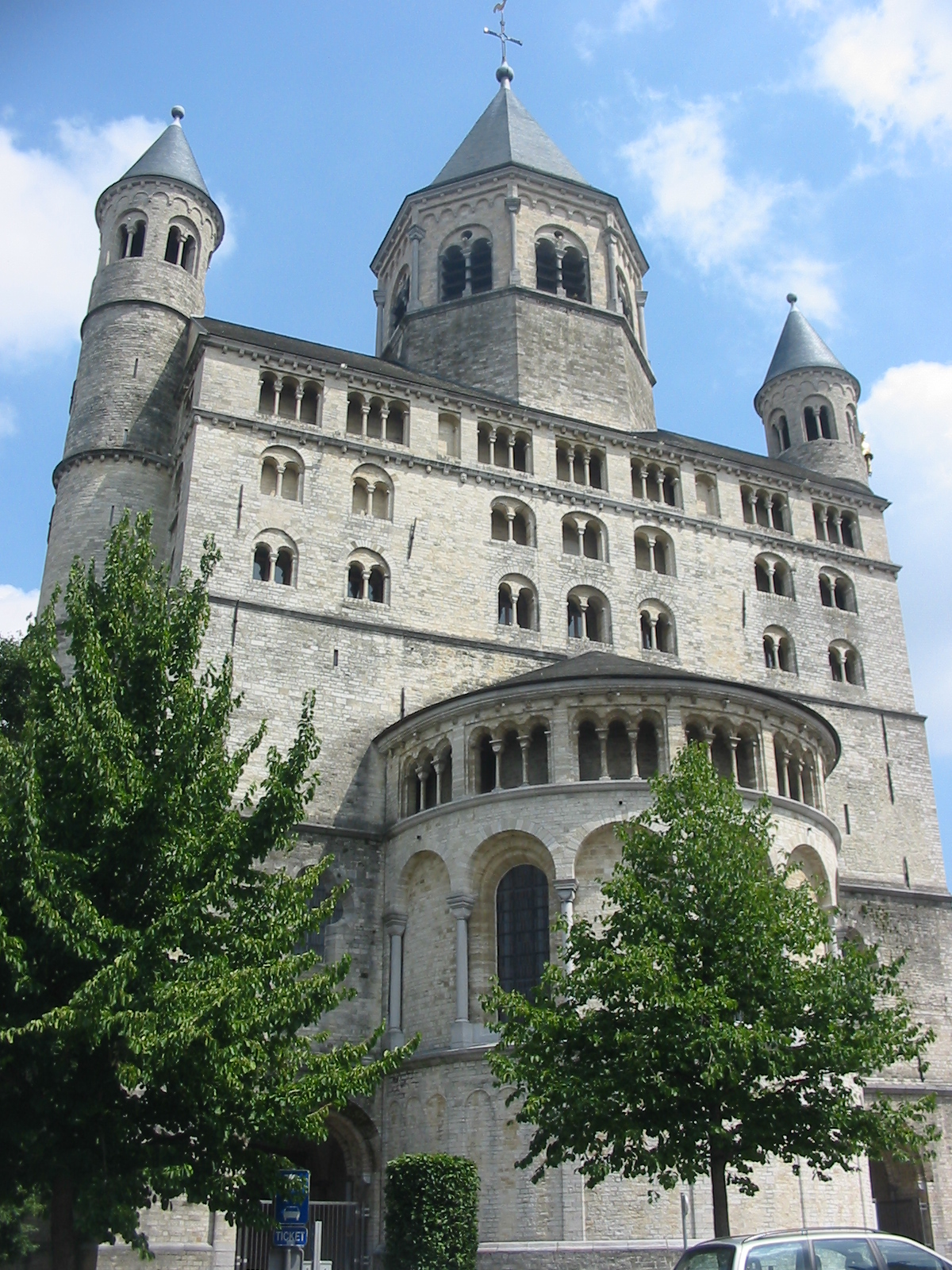
Nijvel. Westfaçade voormalige abdijkerk (12e eeuw)

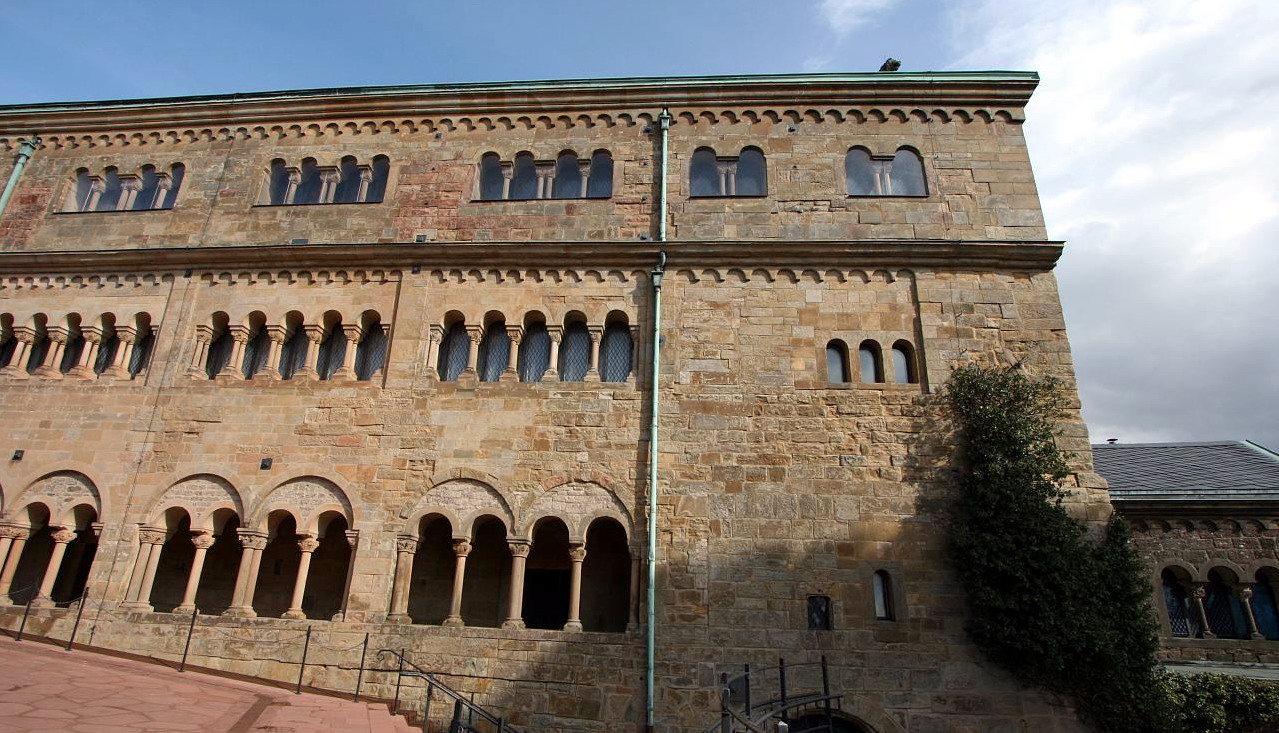
Wartburg. Landgrafenhaus, gedecoreerd door Maaslands Heimo-atelier (12e eeuw)

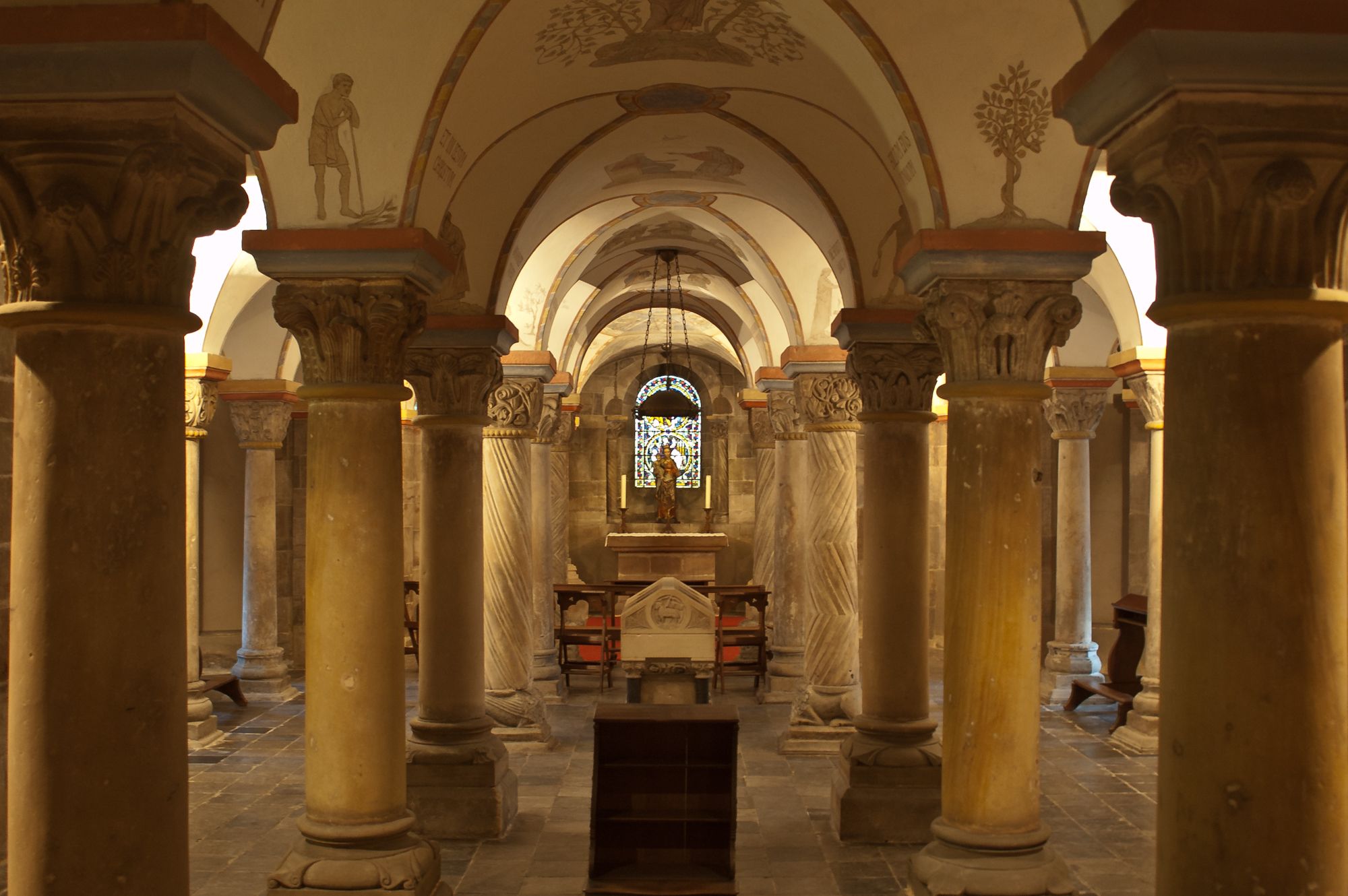
Abdijkerk Rolduc. Crypte (12e eeuw)

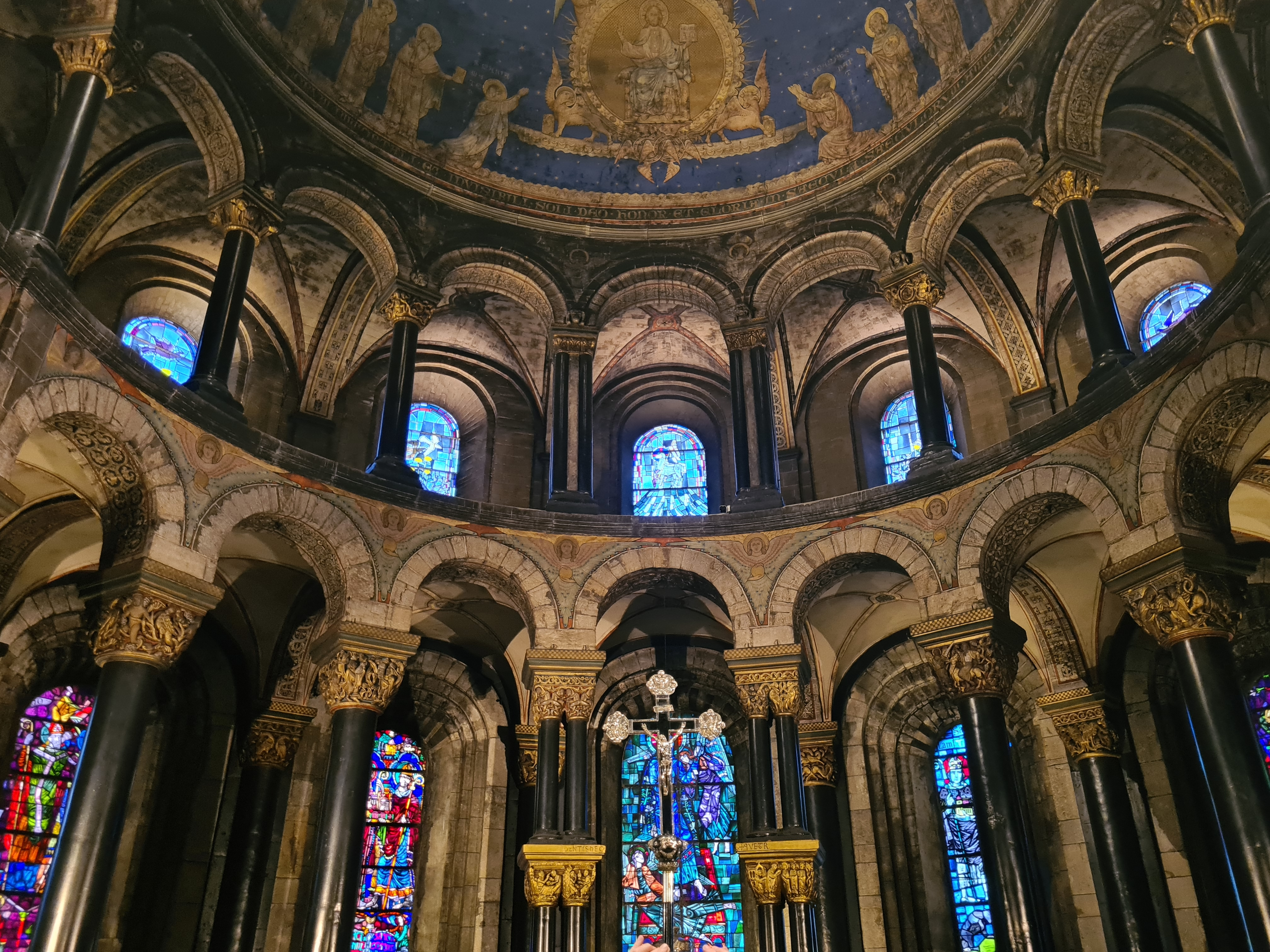
Maastricht. Onze-Lieve-Vrouwebasiliek. Gebeeldhouwde kapitelen in de kooromgang (ca. 1150)

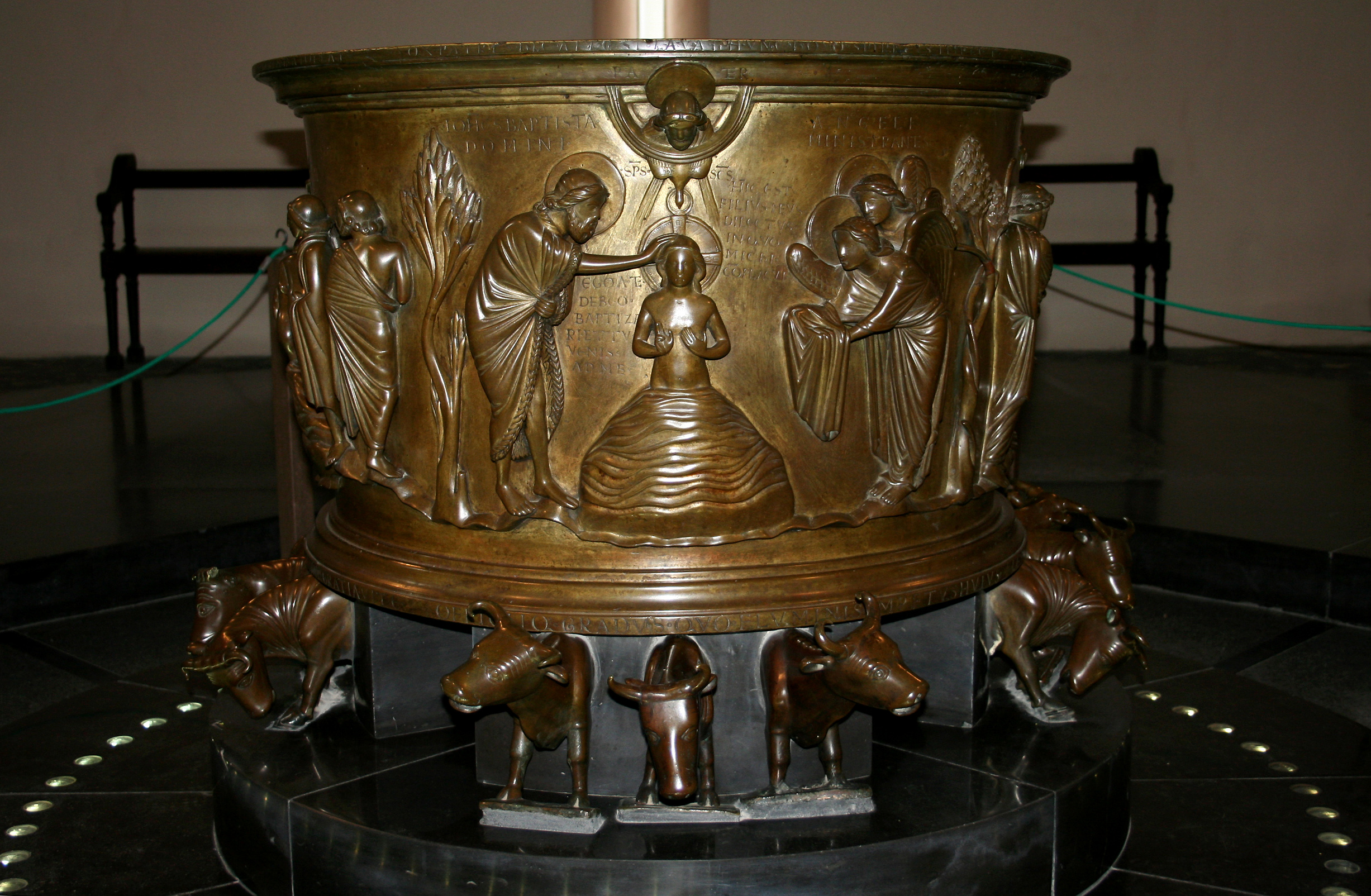
Luik, Sint-Bartolomeüskerk. Doopvont van Reinier van Hoei (vroeg-12e-eeuws)

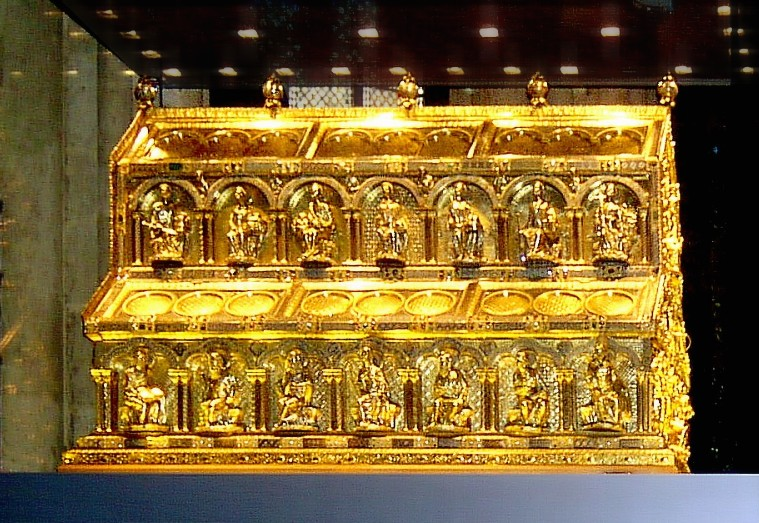
Dom van Keulen. Driekoningenschrijn (12e eeuw)

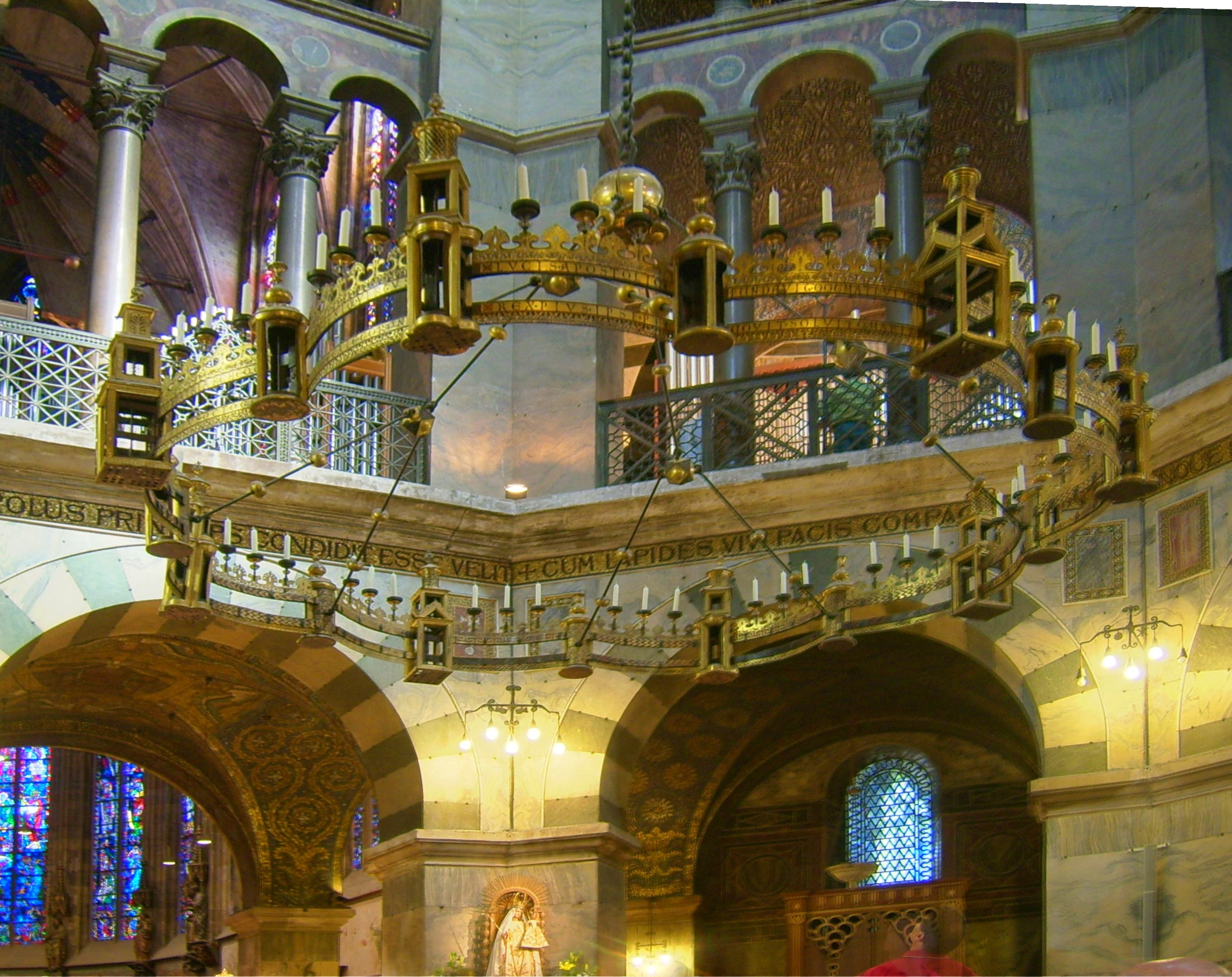
Dom van Aken. Barbarossa-kroonluchter (1170)

Maaslandse kunst of Mosaanse kunst is een regionale stijl binnen de romaanse kunst die tussen de 11e en 13e eeuw een groot aantal kunstwerken op het gebied van architectuur, beeldhouwkunst, edelsmeedkunst en illuminatie heeft voortgebracht in een gebied dat wordt aangeduid als het Maasland.

## Verspreidingsgebied
Het Luiks-Limburgse Maasland, het verspreidingsgebied van de Maaslandse kunst, bestaat grofweg uit de huidige provincie Luik, de Belgische provincie Limburg, het zuidelijk deel van Nederlands-Limburg en de aangrenzende regio Aken. Het gebied valt grotendeels samen met de huidige Euregio Maas-Rijn, of ook wel met het oude Prinsbisdom Luik, dat in de middeleeuwen sterke banden had met zowel het Heilige Roomse Rijk als het aartsbisdom Keulen.
De belangrijkste centra van Maaslandse kunst waren de steden Luik, Hoei, Visé, Tongeren, Maastricht en Aken en de vele belangrijke abdijen in het gebied (Burtscheid, Rolduc, Susteren, Sint-Odiliënberg, Sint-Truiden, Nijvel, Stavelot en Floreffe). Op haar hoogtepunt had de Maaslandse kunst tevens grote invloed op aangrenzende regio's zoals het Utrechtse Nedersticht en het Duitse Rijnland (Keulen, Deutz, Bonn, Schwarzrheindorf).
Maaslandse kunstenaars werkten ook buiten de eigen regio, soms als rondtrekkende ateliers, op zoek naar nieuwe opdrachten. Zo is het waarschijnlijk dat het Maastrichtse Heimo-atelier van metsen (steenhouwers en beeldhouwers), dat tussen 1140-1180 aan de sculpturale decoratie van de Sint-Servaas- en Onze-Lieve-Vrouwebasiliek werkte, in deze zelfde periode de Sint-Clemenskerk in Schwarzrheindorf en het Landgrafenhaus van de Wartburg in Eisenach van beeldhouwwerk voorzagen.

## Ontwikkeling van de Maaslandse kunst
Omdat het Maasland het kerngebied vormde van het Karolingische rijk werd de Maaslandse kunst sterk beïnvloed door de Karolingische kunst. De Maaslandse kunst gaat, sterker dan andere regionale varianten in de romaanse kunst, terug op klassieke vormen.
De iconografie van Maaslandse kunst ontleent haar voorbeelden vooral aan oud- en nieuwtestamentische verhalen, maar maakt ook vaak gebruik van alledaagse taferelen en typisch middeleeuwse allegorieën. De gedetailleerde taferelen die op de kapitelen in de beide Maastrichtse hoofdkerken geven een bijzonder inzicht in het leven van de middeleeuwers. Zo zijn er o.a. ambachten te zien, het werken op het land en de bedeling van de armen.
Vaak wordt de Maaslandse edelsmeedkunst als het hoogtepunt van de Maaslandse kunst gezien. Vooral het werk van Nicolaas van Verdun, het driekoningenschrijn in Keulen, het Anno-schrijn in Siegburg en het schrijn van Onze-Lieve-Vrouw in Doornik, worden tot het beste van de romaanse kunst gerekend.
De vier meest prominente beeldhouwers van de Maaslandse kunst zijn:
- Reinier van Hoei
- Godfried van Hoei
- Nicolaas van Verdun
- Hugo van Oignies

## Hoogtepunten Maaslandse kunst

### Architectuur
- Sint-Bartolomeüskerk, Luik
- Voormalige kapittelkerk Sint-Jan, Luik
- Voormalige kapittelkerk Onze-Lieve-Vrouw, Hoei
- Voormalige kapittelkerk Sint-Joris en Sint-Oda, Amay
- Voormalige kapittelkerk Sint-Stefanus, Waha
- Abdij van Floreffe
- Abdij van Villers
- Abdij van Lobbes en Sint-Ursmaruskerk, Lobbes
- Voormalige abdijkerk Sint Gertrudis, Nijvel
- Voormalige abdijkerk Sint-Petrus en Sint-Remaclus, Stavelot
- Sint-Servaasbasiliek, Maastricht
- Basiliek van Onze-Lieve-Vrouw, Maastricht
- Voormalige abdijkerk Aldeneik
- Voormalige abdijkerk Rolduc
- Voormalige abdijkerk Sint-Amelberga, Susteren
- Voormalige abdijkerk Sint-Odiliënberg

### Beeldhouwkunst
- Gebeeldhouwde kapitelen in de crypte van de voormalige abdijkerk Rolduc (ca. 1140)
- Gebeeldhouwde kapitelen in het westwerk van de Sint-Servaasbasiliek, Maastricht (ca. 1140-50)
- Majestas Domini (12e-eeuws timpaan), Sint-Servaasbasiliek, Maastricht
- Westwerkaltaar met dubbelreliëf (12e eeuw), Sint-Servaasbasiliek, Maastricht
- Gebeeldhouwde kapitelen in de kooromgang van de Onze-Lieve-Vrouwebasiliek, Maastricht (ca. 1150)
- Eed op de relieken ((12e-eeuws reliëf), Basiliek van Onze-Lieve-Vrouw, Maastricht
- Vierdelig reliëf als koorafsluiting (12e eeuw) in Pieterskerk, Utrecht
- Vierge de Dom Rupert (12e-eeuws reliëf), Curtiusmuseum, Luik
- Pierre Boudon ((12e-eeuws reliëf), Curtiusmuseum, Luik
- Sedes sapientiae (ca. 1230), Sint-Janskerk, Luik
- Samson-portaal, voormalige abdijkerk Sint-Gertrudis, Nijvel
- Doopvont van Furnaux (provincie Namen)

### Edelsmeedkunst
- Kerkschat van Oignies te Namen door Hugo van Oignies
- Doopvont Sint-Bartolomeüskerk (Luik) door Reinier van Hoei
- 'Noodkist', reliekschrijn van Sint-Servaas in Maastricht
- Reliekschrijn van Sint-Hadelinus in Visé
- Reliekschrijn van Sint-Remaclus in Stavelot
- Reliekschrijn van Sint-Domitianus in Hoei
- Driekoningenschrijn in Keulen door Nicolaas van Verdun
- Reliekschrijn van Karel de Grote ('Karlsschrein') in Aken
- Reliekschrijn van Sint-Maurus, sinds 1888 in Bečov nad Teplou
- Pinksterretabel (1160–1170), Musée national du Moyen Âge, Parijs –
- Stavelot-triptiek. Morgan Library, New York
- Stavelot-draagaltaar. Koninklijke Musea voor Kunst en Geschiedenis, Brussel
- Reliekschrijn met hoofd van paus Alexander. Koninklijke Musea voor Kunst en Geschiedenis, Brussel
- Voet van zogenaamd Kruis van Sint-Bertinus. Museum van Sint-Omaars

### Overige kunstwerken
- Floreffe-bijbel, 12e eeuw
- Stavelot-bijbel, 11e eeuw
- Evangeliarium van Notger (10e-12e eeuw)

## Afbeeldingen

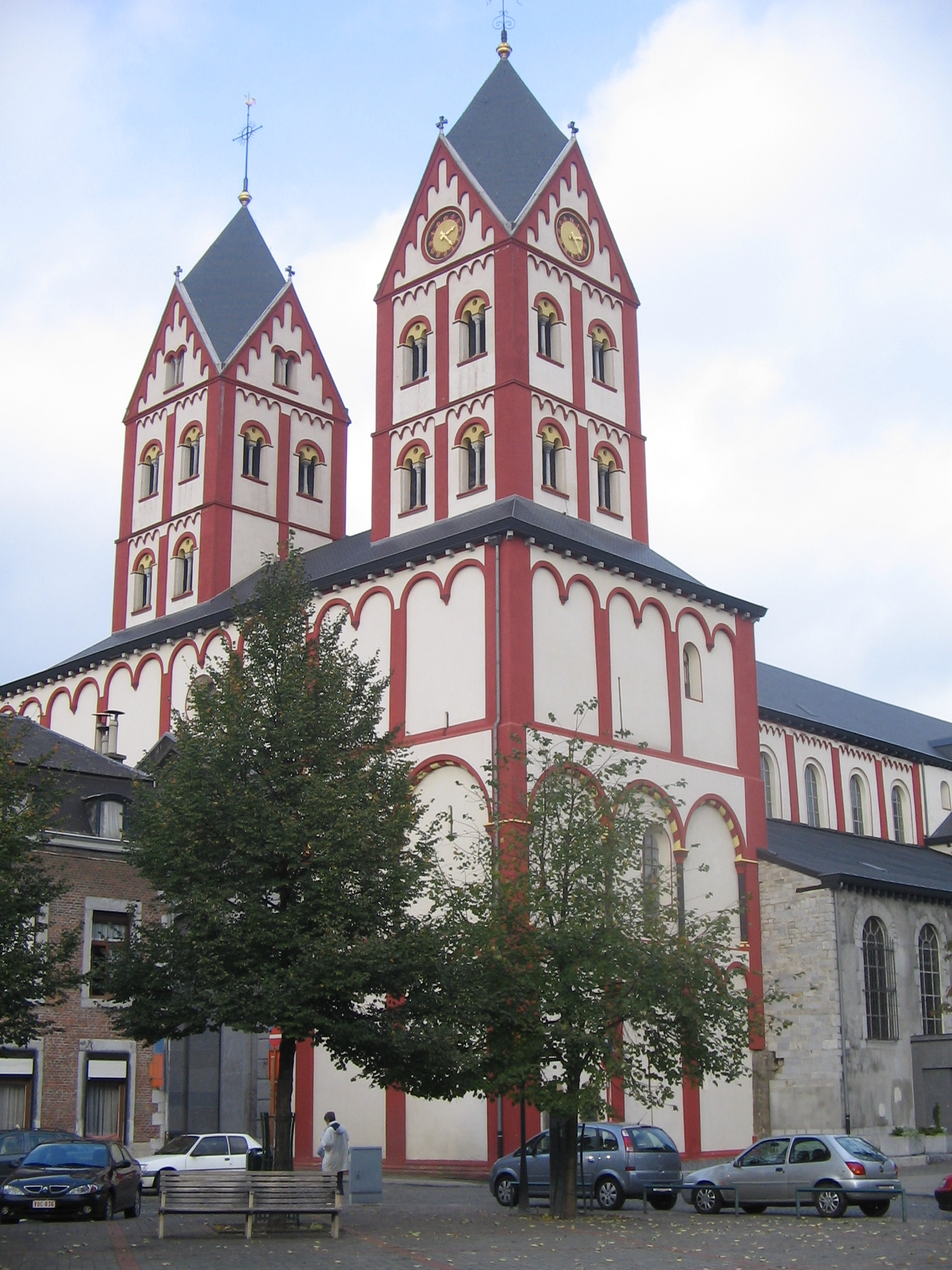
Luik, Sint-Bartolomeüskerk: westwerk
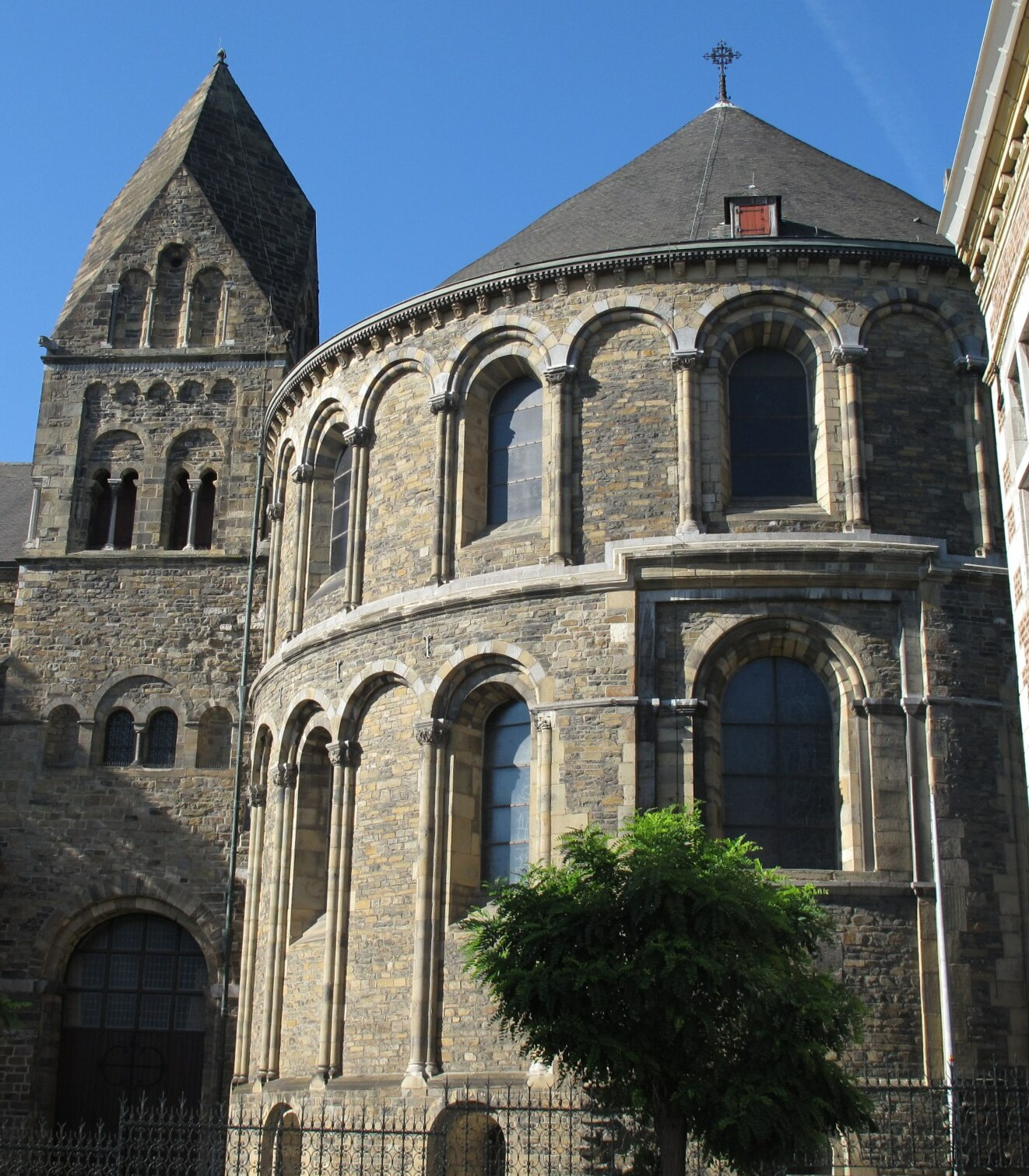
Maastricht, Basiliek van Onze-Lieve-Vrouw: oostkoor
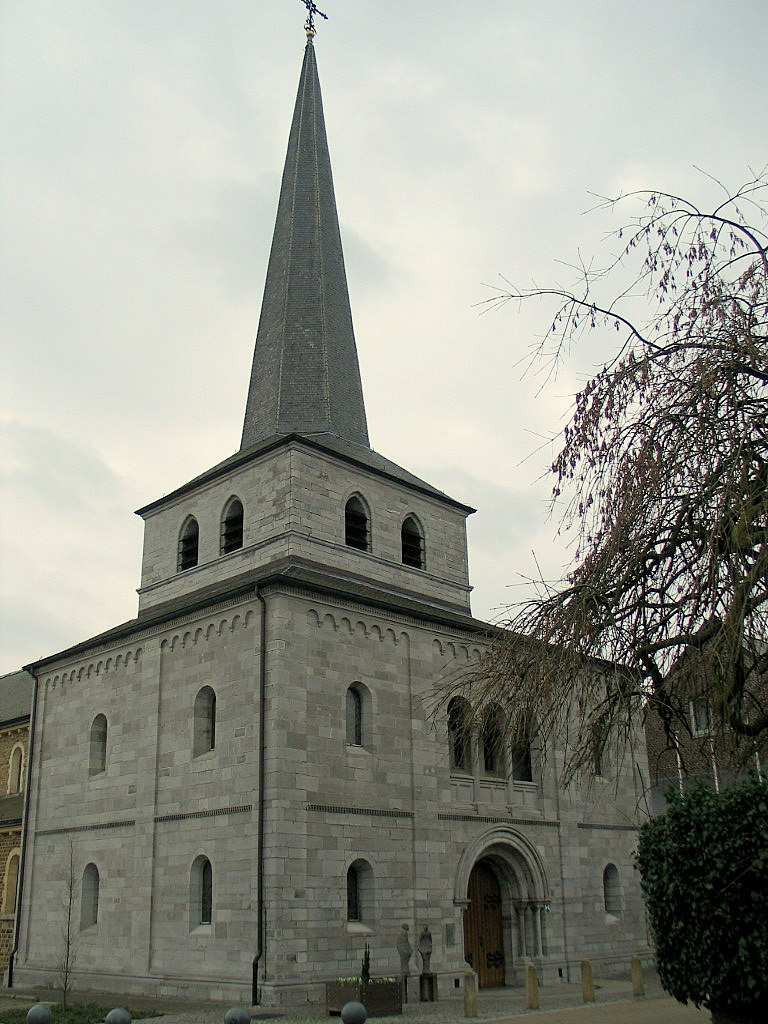
Aldeneik, Sint-Annakerk: westwerk
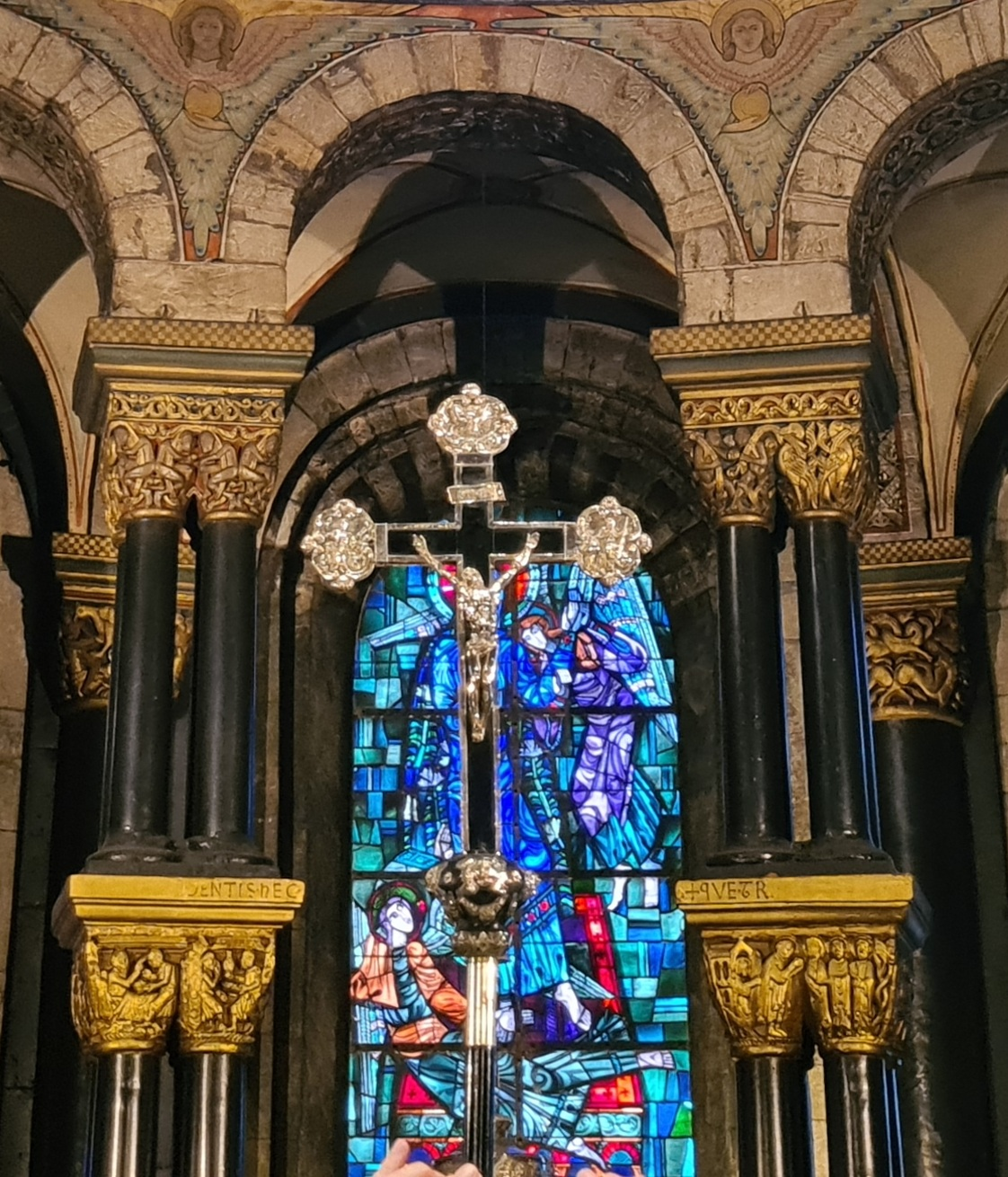
Basiliek van Onze-Lieve-Vrouw, Maastricht: koorkapitelen
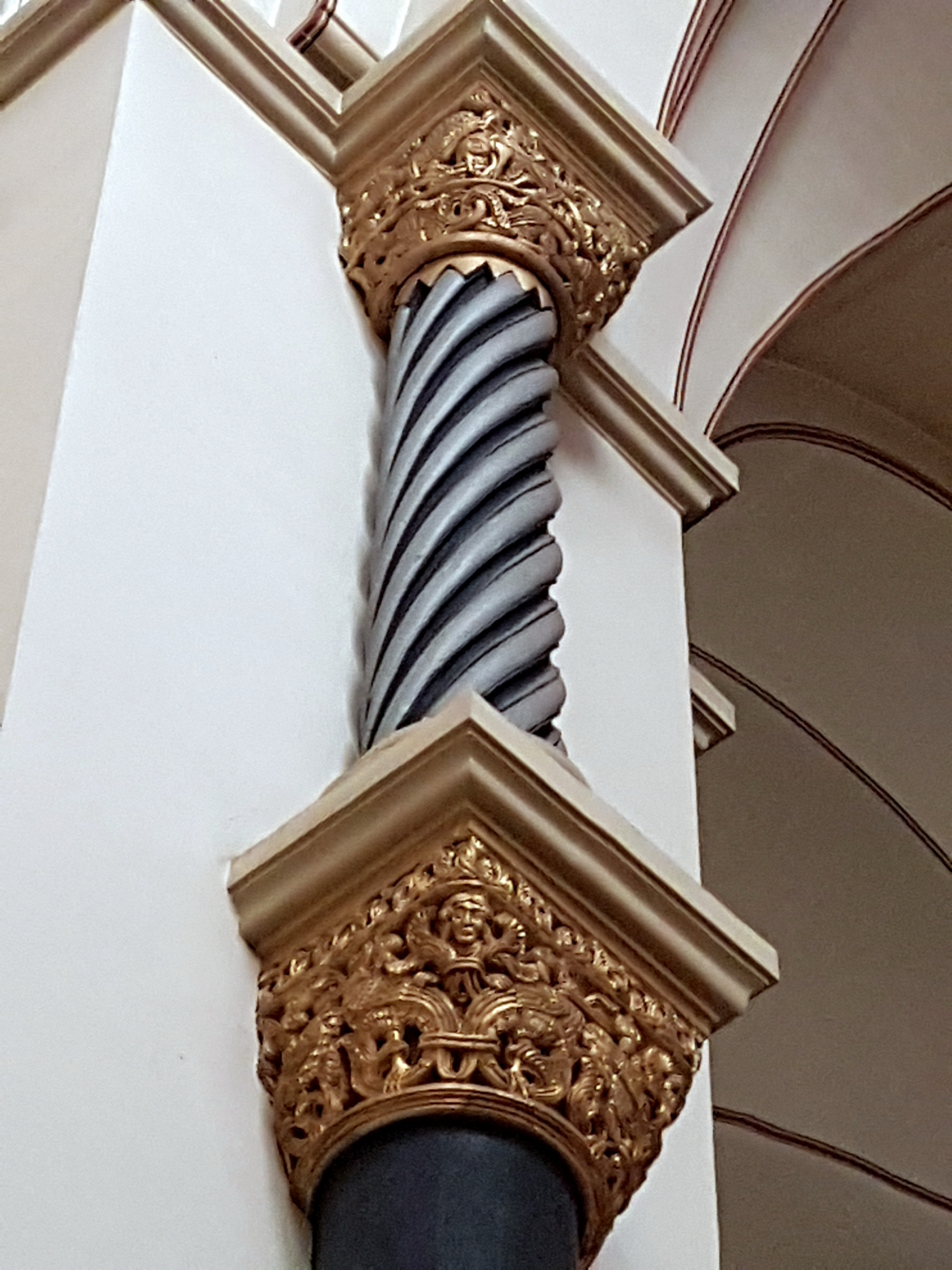
Sint-Servaasbasiliek, Maastricht: westwerkkapitelen
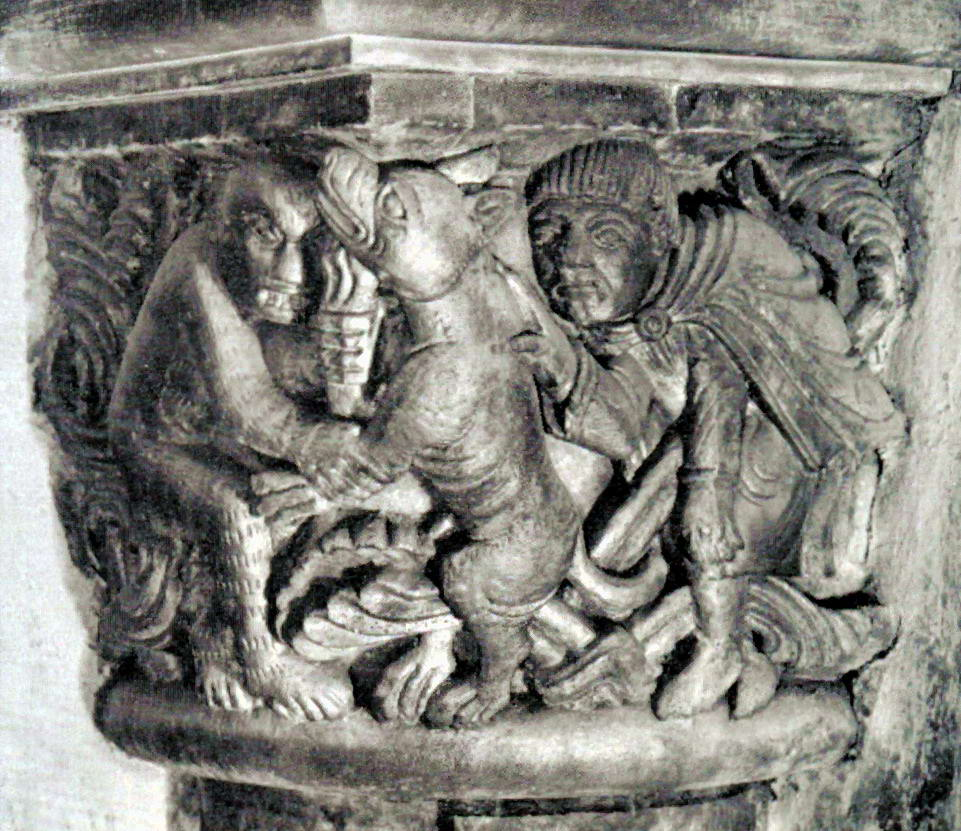
Sint-Servaasbasiliek, Maastricht: kapiteel met vechtende aap en hond
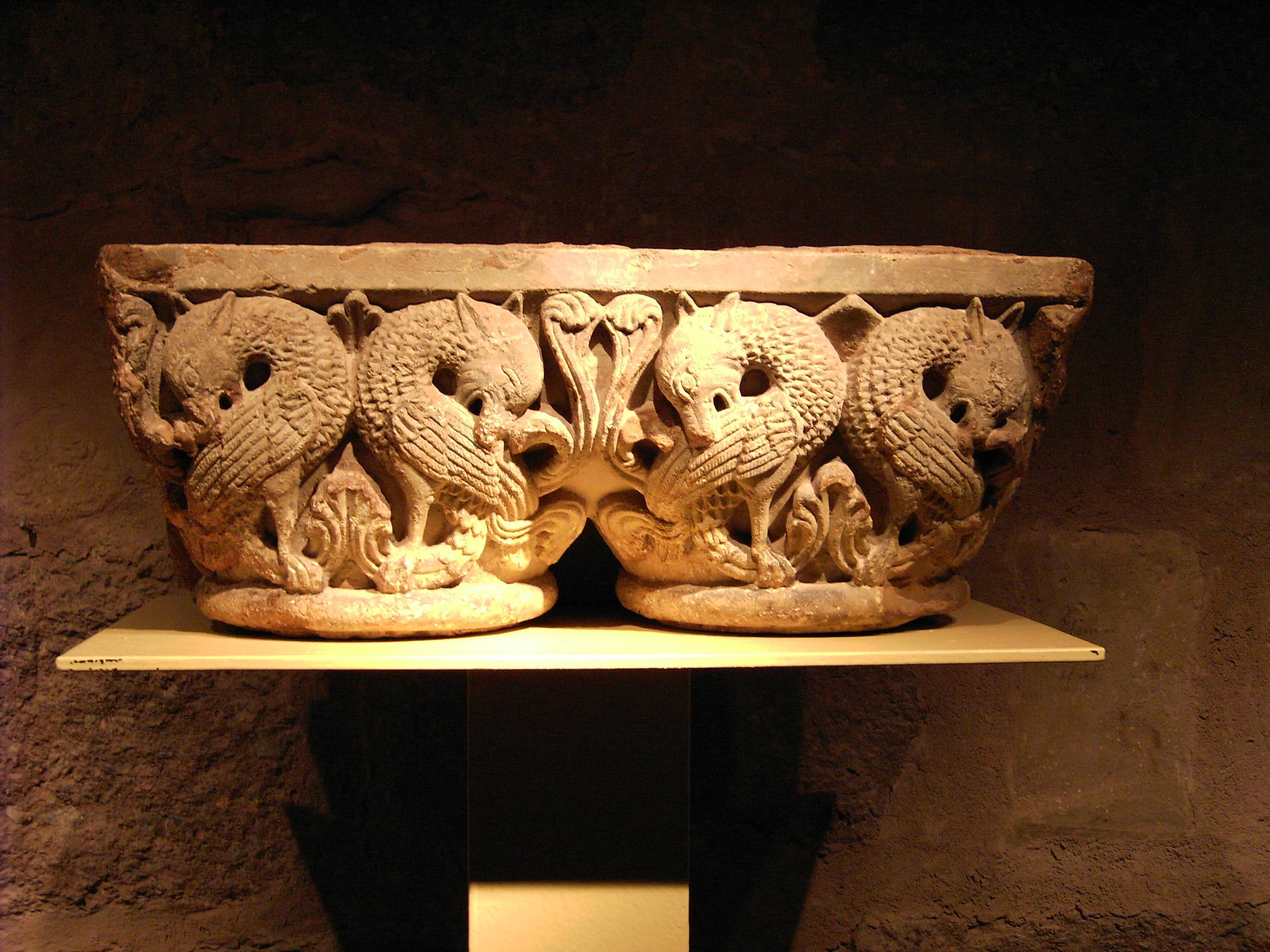
Wartburg, Eisenach: kapiteel met draken
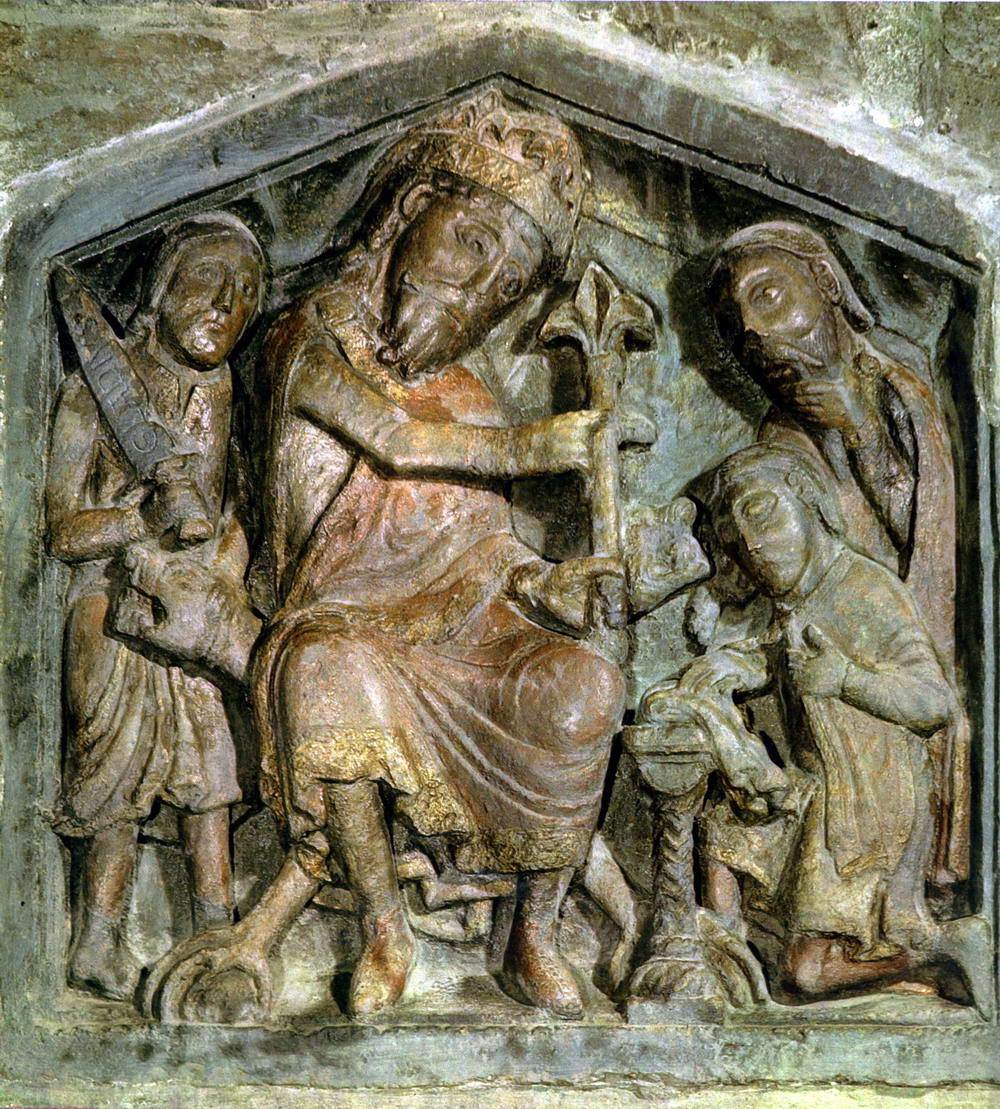
Onze-Lieve-Vrouwe-basiliek, Maastricht: Eed op de relieken
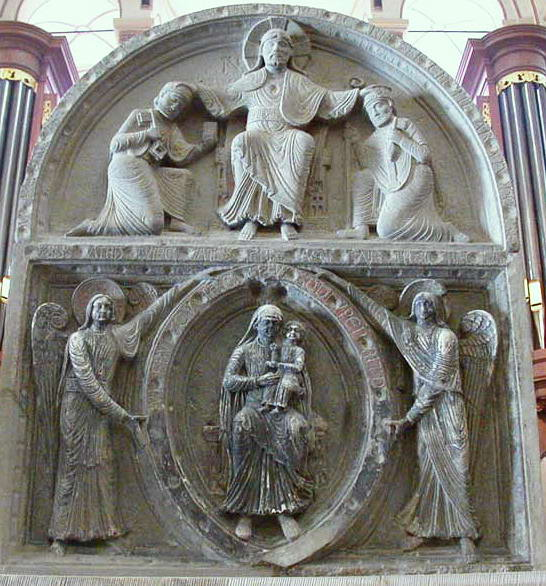
Sint-Servaasbasiliek, Maastricht: dubbelreliëf westwerkaltaar
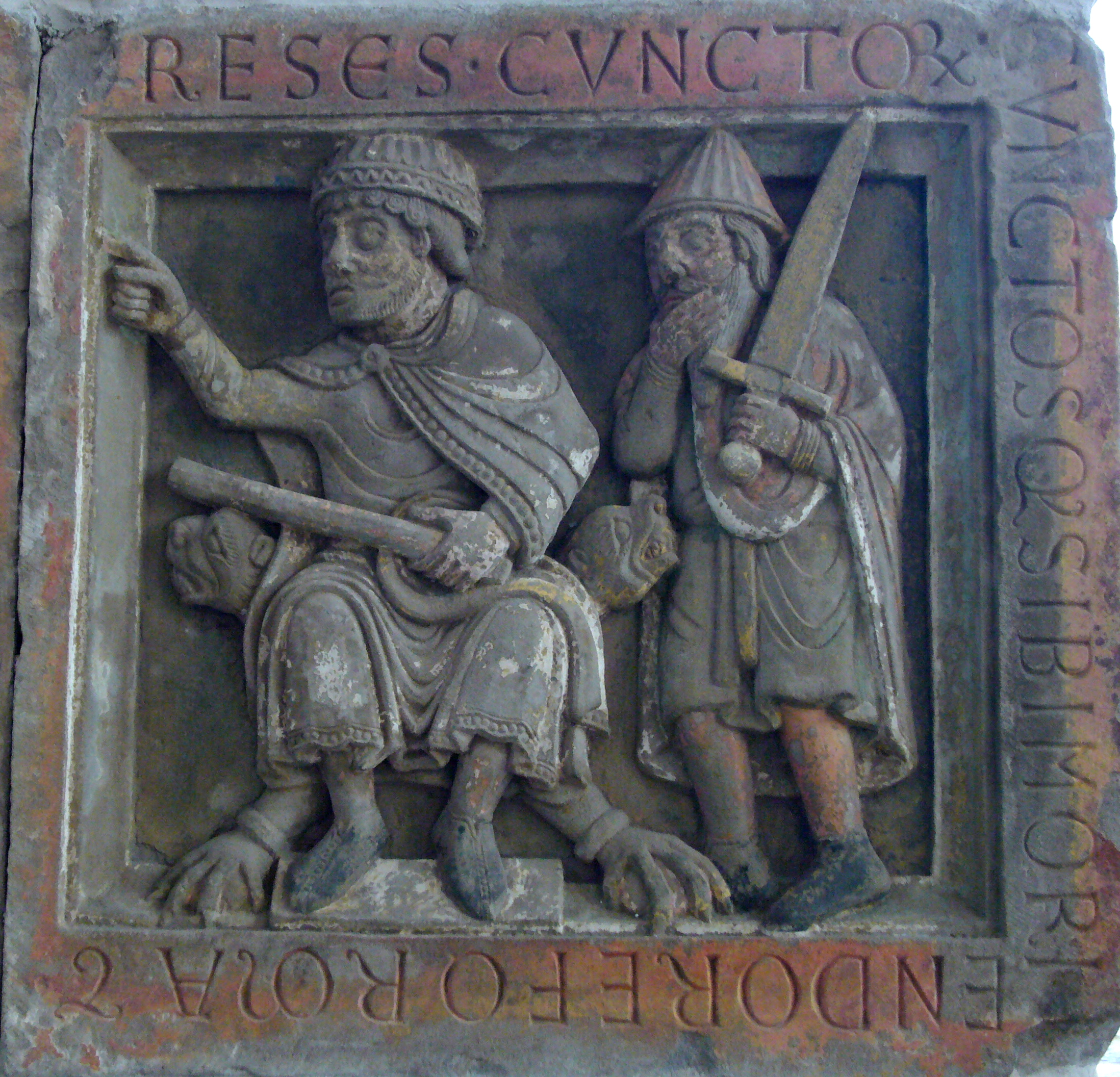
Pieterskerk, Utrecht: Pilatus wijzend naar Christus (4-delig reliëf)
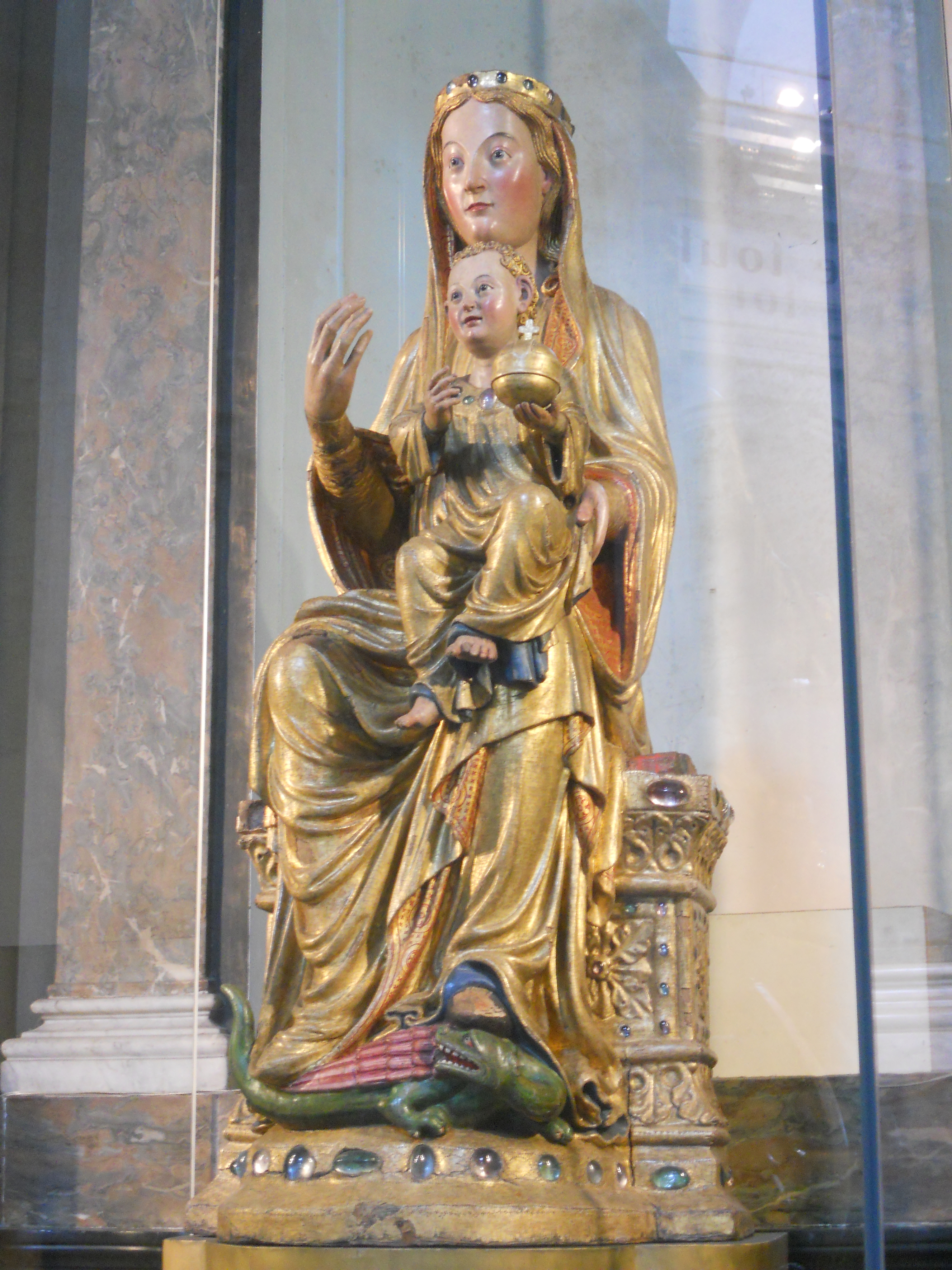
Sint-Janskerk, Luik: sedes sapientiae
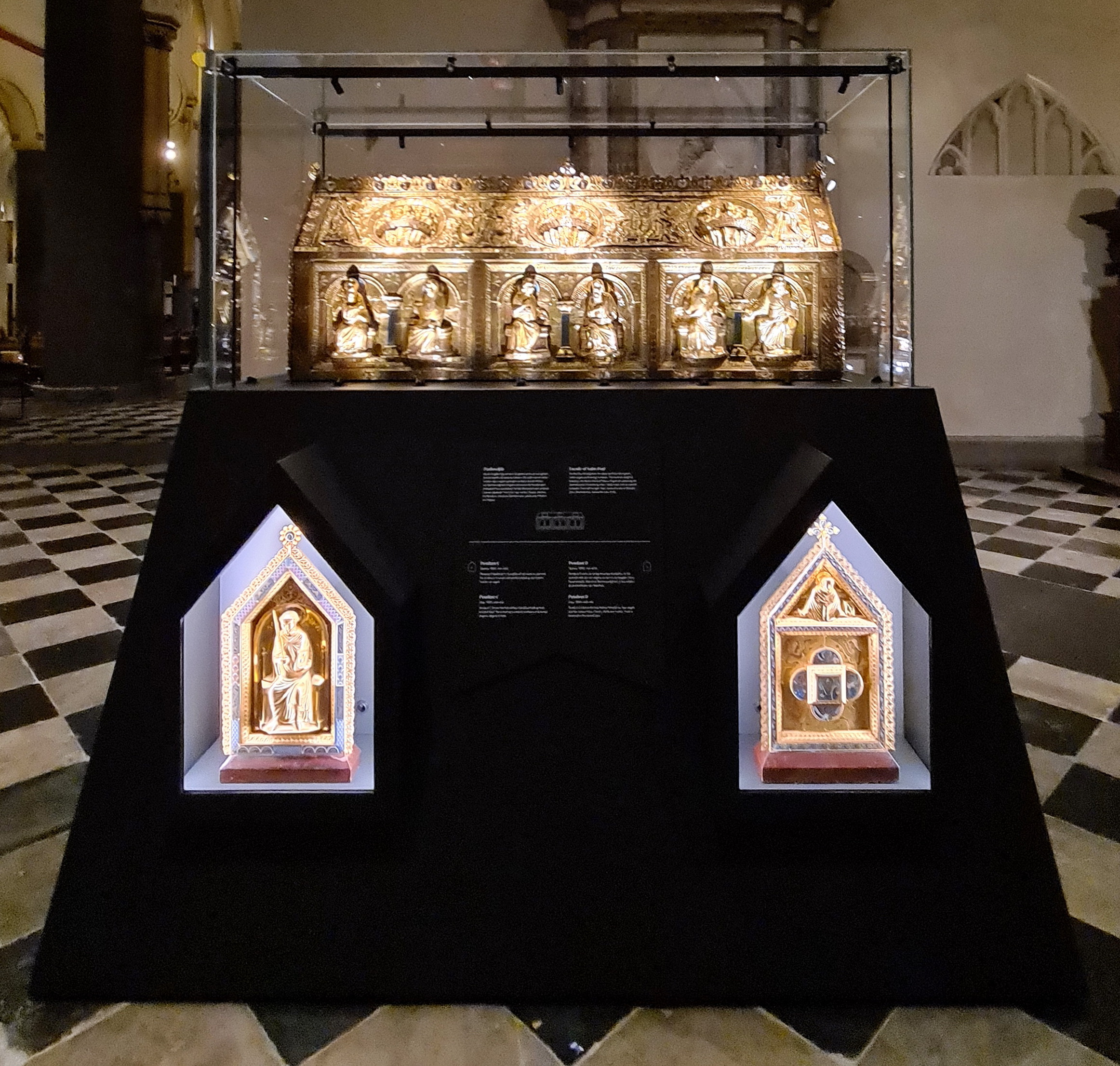
Noodkist van Sint Servaas, Maastricht
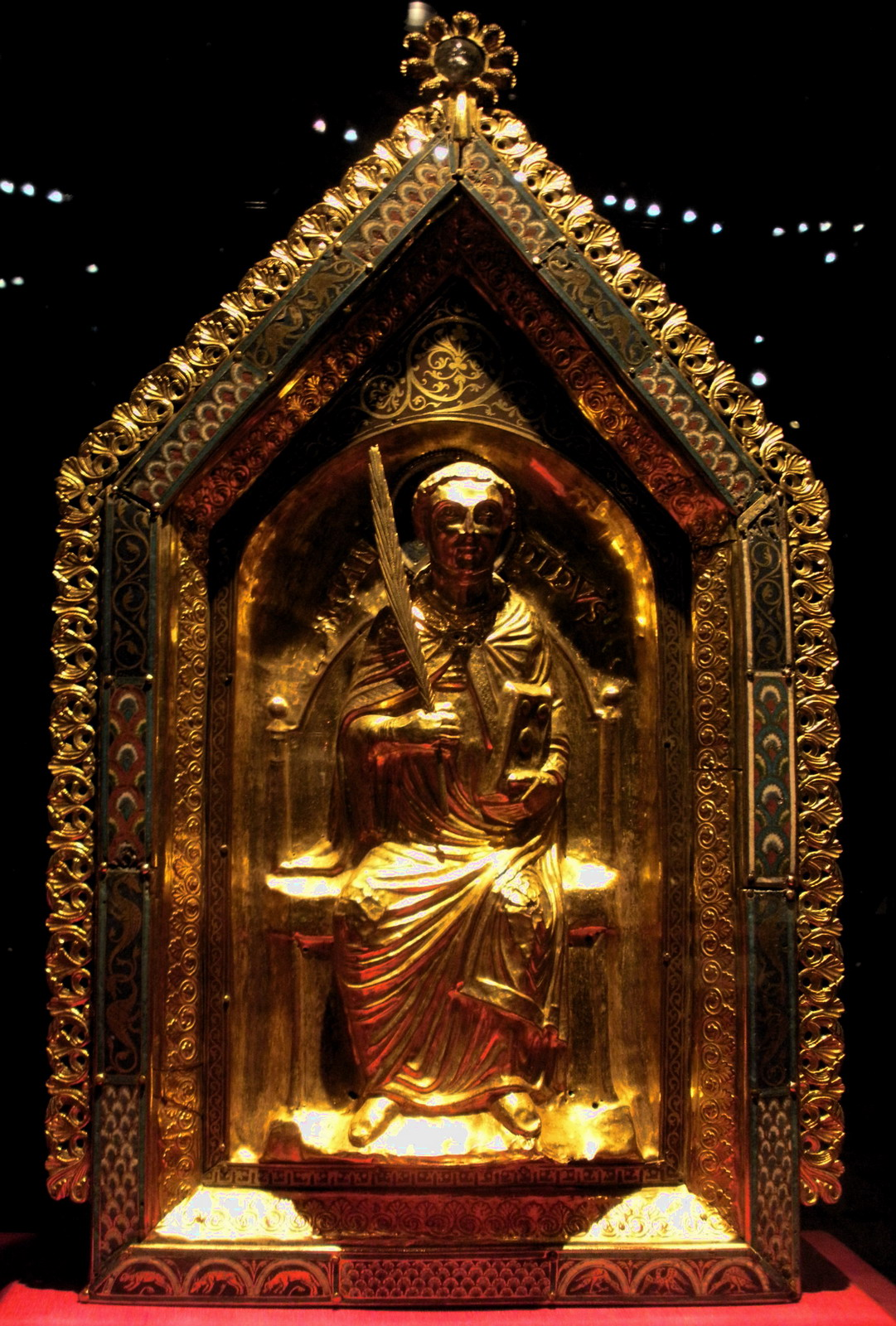
Reliekengevel van Sint-Candidus (KMKG, Brussel)
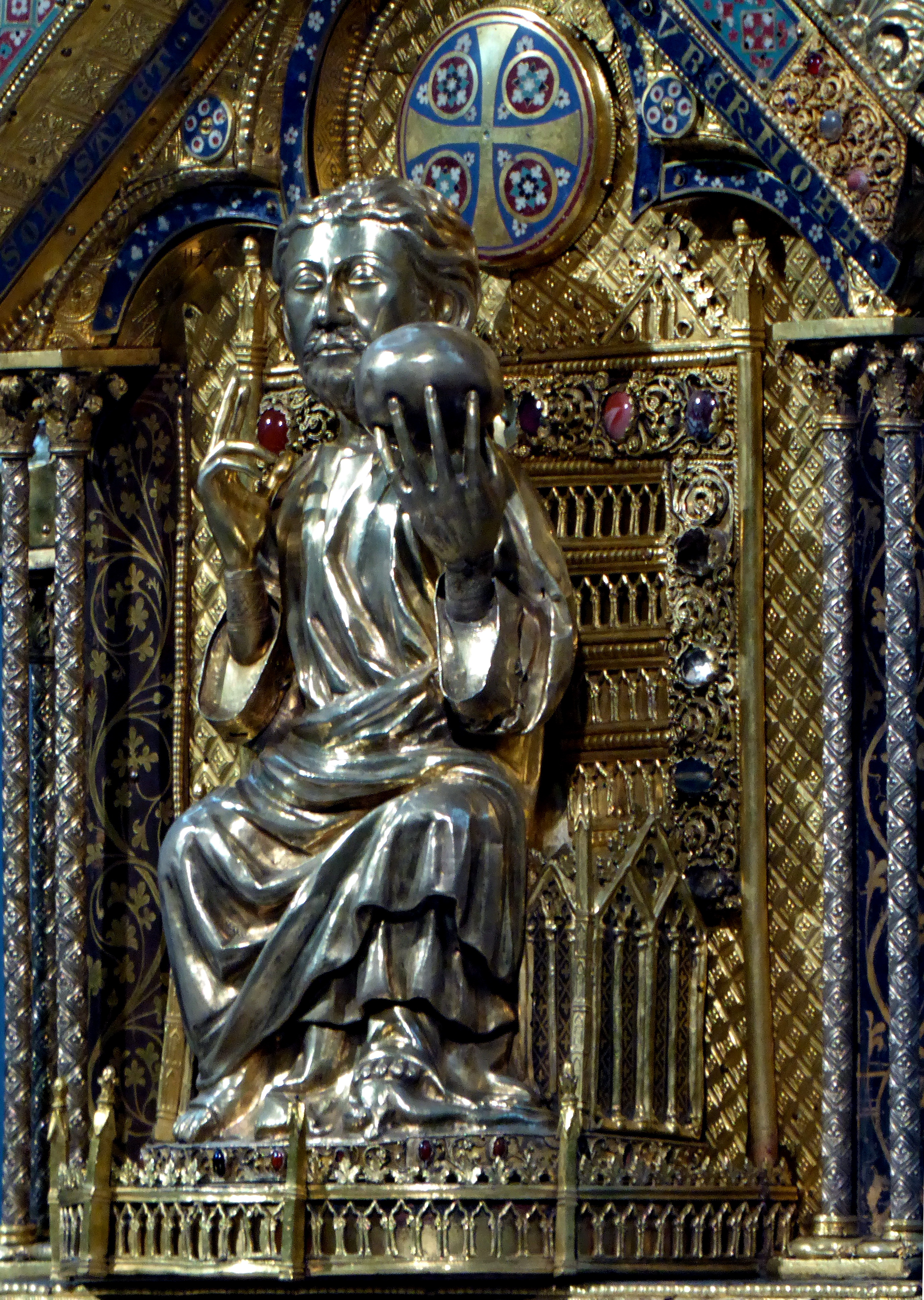
Detail reliekschrijn van Sint-Remaclus, Stavelot
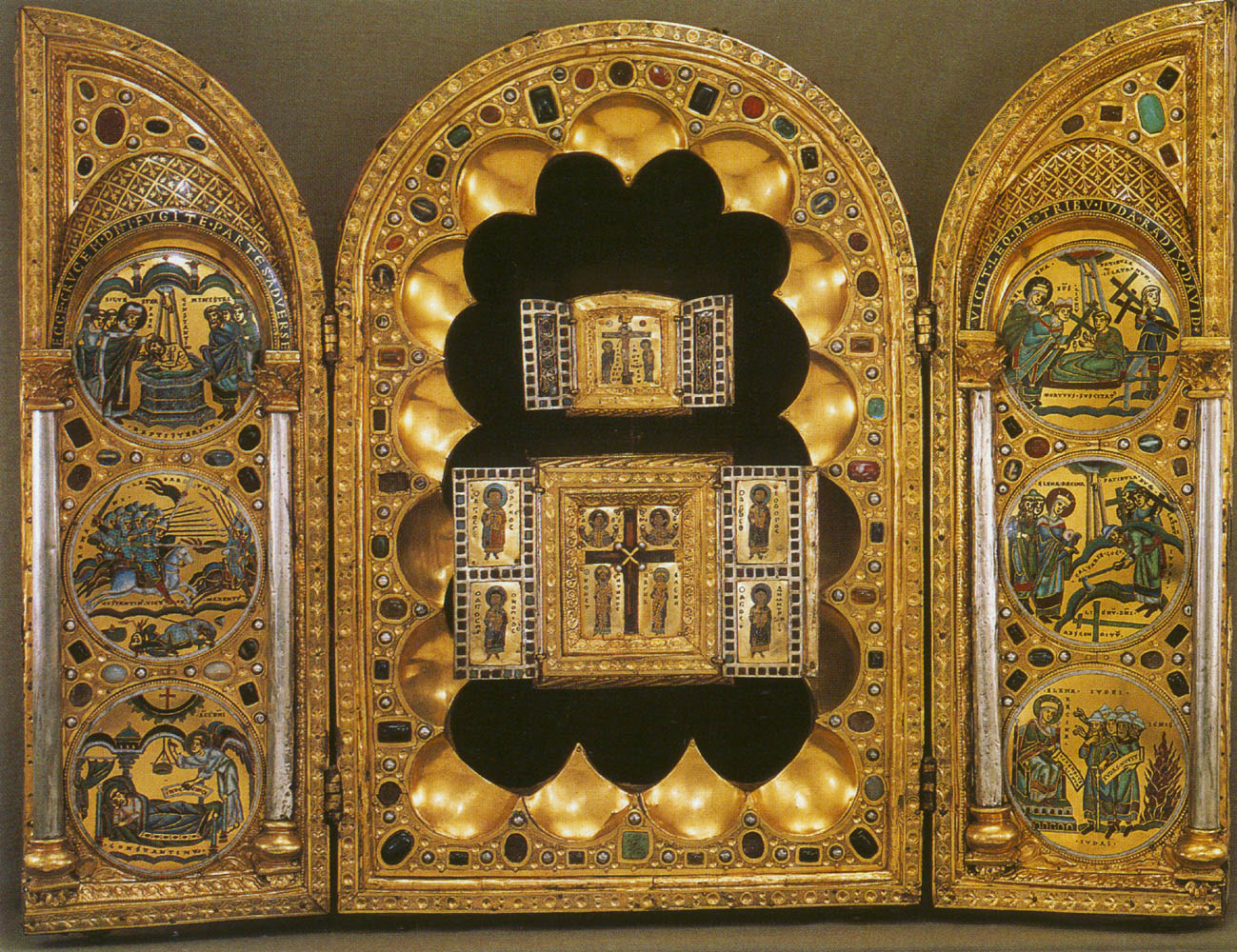
Stavelot-triptiek (Morgan Library, New York)
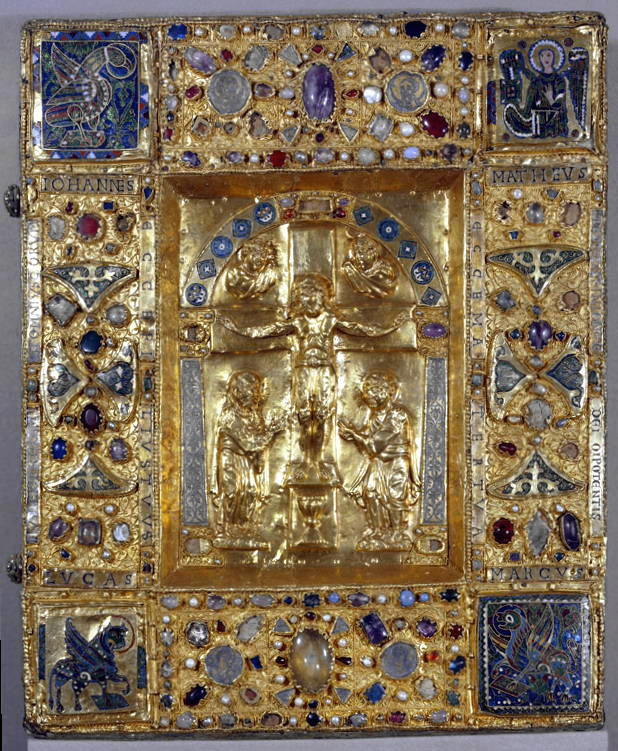
Manuscriptdoos Edenboek St Servaas (Louvre, Parijs)
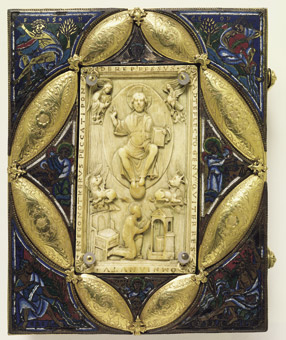
Evangelarium van Notger, ivoor en email (Grand Curtius, Luik)
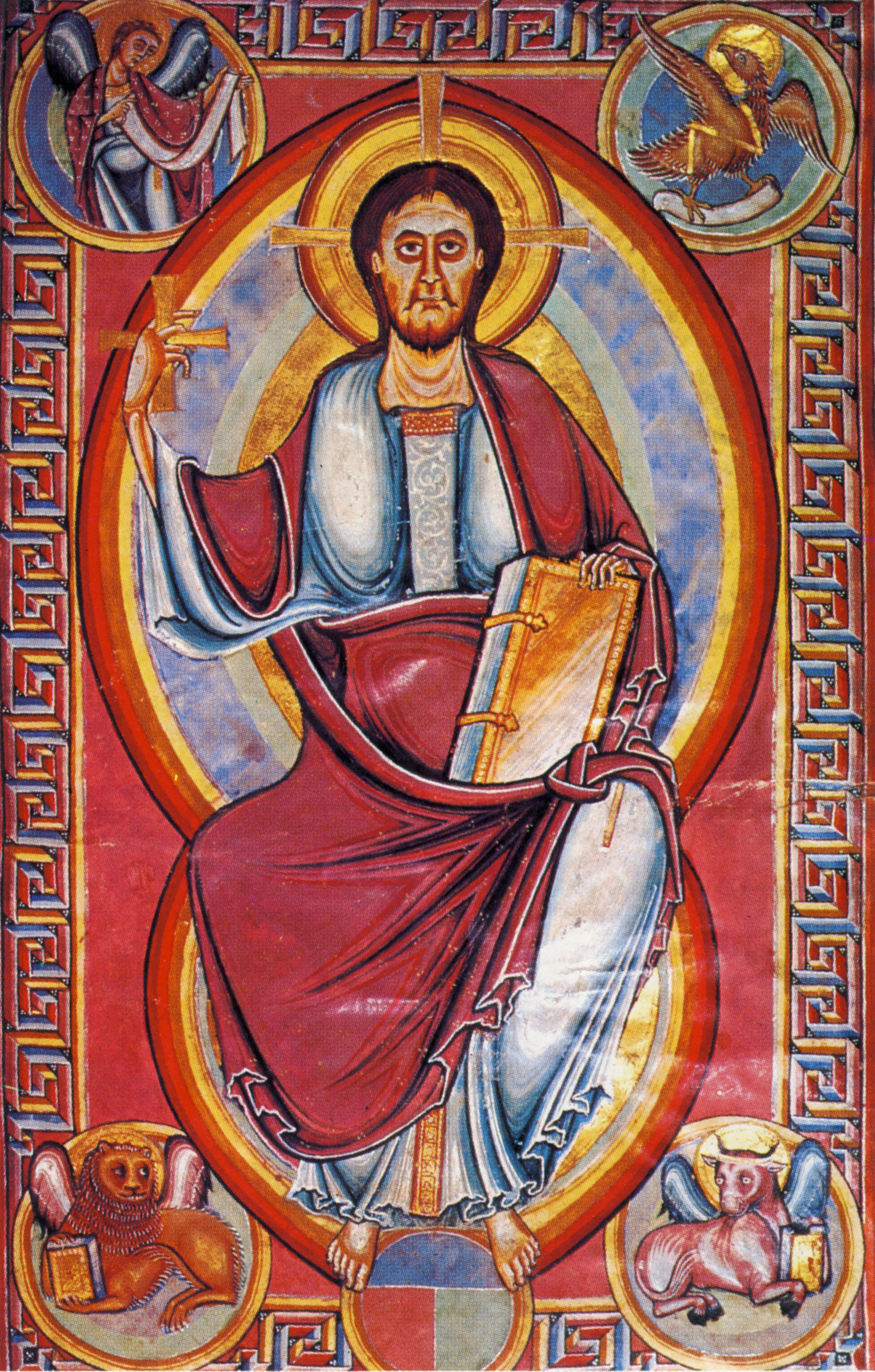
Pagina van Stavelot- Bijbel (British Museum, Londen)